# Come ti rovino le vacanze
Come ti rovino le vacanze (Vacation) è un film del 2015 scritto e diretto da John Francis Daley e Jonathan M. Goldstein.
La pellicola è il quinto sequel, ma anche reboot, della saga iniziata nel 1983 col film National Lampoon's Vacation.

## Trama
Rusty Griswold è un pilota di linea della compagnia low cost EconoAir. Sposato con Debbie, ha avuto due figli: il timido James e il più giovane Kevin. Rusty si rende conto che la sua famiglia non è più unita: la moglie è insoddisfatta e desidera una vacanza diversa da quella nella solita baita, i figli non lo stimano e James è spesso vittima delle angherie di Kevin. Decide allora di cambiare il programma delle vacanze. L’idea è di partire per un viaggio in auto verso il parco giochi di Walley World, dove andò lui stesso con la sua famiglia 30 anni prima e di salire sull'attrazione chiamata Velociraptor. Per affrontare il viaggio Rusty noleggia un "Tartan Prancer", una strana, brutta e supercomplicata monovolume di importazione albanese.
Il lungo viaggio richiede diverse soste, che si rivelano una più sfortunata e catastrofica dell’altra. La prima è a Memphis, al college che Debbie frequentò in giovinezza, dove viene umiliata e derisa dalle attuali studentesse. In Arkansas, nel tentativo di aggirare la fila per un sito termale, vengono indirizzati in una fogna a cielo aperto e mentre stanno facendo il bagno nella pozza, credendola termale, dei ladri rubano tutti i loro beni dall'auto. Derubati, svestiti e sporchi di escrementi, raggiungono il Texas per salutare Audrey, la sorella di Rusty e suo marito Stone Crandall. Ricco, bello e passionale con sua moglie, Stone attrae Debbie, suscitando l’invidia di Rusty, il quale, nel tentativo di dimostrare il proprio valore, finisce per maciullare uno dei preziosi manzi di Stone.
La notte successiva, in Arizona, Rusty e Debbie decidono di allontanarsi e andare nel sito di congiunzione dei quattro Stati confinanti per avere un rapporto sessuale sul suo monumento, reso accattivante dal fatto di svolgersi contemporaneamente in più stati. Il tentativo va a vuoto per una nutrita presenza di altre coppie che hanno avuto la stessa idea e diviene drammatico con l'arrivo della polizia; problemi di giurisdizione consentono però a Rusty e Debbie di fuggire.
La mattina seguente, durante un’escursione in rafting nel Grand Canyon, il loro accompagnatore, appena lasciato dalla fidanzata, decide di suicidarsi e dirige la canoa verso una cascata: i quattro riescono a salvarsi all'ultimo momento. Nel frattempo, durante il viaggio, James incontra più volte Adena, una graziosa ragazza della sua età, attratta ma a tratti anche spaventata dalle eccentricità della famiglia Griswold. Grazie a lei, James riesce finalmente a vincere la sua timidezza e a farsi valere con Kevin.
Mentre i Griswold si trovano nel deserto, la Tartan Prancer finisce la benzina e Rusty la fa involontariamente esplodere. Rusty deve infine constatare che neanche questo viaggio è quello che la sua famiglia desiderava: decide quindi di andarsene per la sua strada. Interviene però un camionista, il quale più volte sembrava intenzionato a spaventare la famiglia, ma che alla fine offre loro un passaggio fino a San Francisco, dove passano la notte a casa di Clark e Ellen Griswold, i genitori di Rusty. Qui Rusty e Debbie finalmente si confrontano sul loro matrimonio e decidono di ricominciare da capo. Clark convince poi il figlio a terminare il viaggio invece di tornare a Chicago in aereo e gli presta anche una macchina, ovvero la Wagon Queen Family Truckster su cui avevano viaggiato 30 anni prima.
I Griswold raggiungono così finalmente Walley World, ma per salire sul Velociraptor devono affrontare prima una lunghissima fila e poi una rissa interfamiliare con un pilota rivale di Rusty per salire sull'ultima corsa dell'attrazione. Infine, un malfunzionamento della giostra li lascia sospesi in aria per ore. Alla fine Rusty, grazie al suo lavoro, riesce a ottenere due biglietti gratis per un viaggio a Parigi con la moglie. Lei ne è felice, anche se la prenotazione si rivela per due posti decisamente poco confortevoli.

## Produzione
Le riprese del film sono iniziate il 16 settembre 2014 ad Atlanta, in Georgia e proseguono in ottobre a Charlotte, nella Carolina del Nord.

## Distribuzione
Il primo trailer del film viene diffuso il 7 maggio 2015.
La pellicola è stata distribuita nelle sale cinematografiche statunitensi a partire dal 29 luglio, mentre in quelle italiane è uscita il 12 agosto dello stesso anno.

## Riconoscimenti
- 2016 - MTV Movie Awards[5]
  - Candidatura per il miglior bacio tra Leslie Mann e Chris Hemsworth
- 2015 - Razzie Awards
  - Candidatura per il peggior attore non protagonista a Chevy Chase